# Helgueras (Val de San Vicente)
Helgueras es una localidad del municipio de Val de San Vicente (Cantabria, España). En el año 2008 contaba con una población de 76 habitantes (INE). La localidad se encuentra a 110 metros de altitud sobre el nivel del mar, y a 6 kilómetros de la capital municipal, Pesués.
A esta población se accede desde la carretera N-621a a través de la carretera local CA-840 y carece de líneas de transporte público regular, siendo la parada más cercana la situada en Molleda, en la carretera N-621a.